# Apoleptomastix
Apoleptomastix is een geslacht van vliesvleugeligen uit de familie Encyrtidae. De wetenschappelijke naam van dit geslacht is voor het eerst geldig gepubliceerd in 1982 door Kerrich.

## Soorten
Het geslacht Apoleptomastix omvat de volgende soorten:
- Apoleptomastix anneckei Kerrich, 1982
- Apoleptomastix attenboroughi Noyes & Hayat, 1994
- Apoleptomastix bicoloricornis (Girault, 1915)
- Apoleptomastix poonensis (Mani & Kaul, 1974)
- Apoleptomastix rufipleuris Kerrich, 1982
- Apoleptomastix rufiscapus Kerrich, 1982